# الميليشيات المسيحية في العراق وسوريا

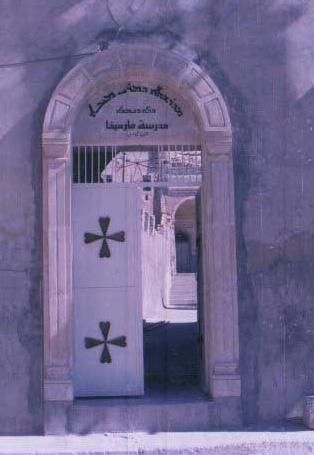
كنيسة مسيحية آشورية في القوش

تم تشكيل عدد من الميليشيات المسيحية في العراق وسوريا منذ بداية الحرب الأهلية السورية والحرب الأهلية في العراق في 2010. تتألف الميليشيات من مقاتلين من الطوائف المسيحية السريانية / الآشورية / الكلدان والعربية والأرمنية في سوريا وتوجد أيضًا بين المجتمعات الآشورية في شمال العراق المجاور؛ كما انضم عدد من المقاتلين المسيحيين الأجانب من العالم الغربي إلى هذه الميليشيات.
قبل الحرب كان ما يقرب من 10% من سكان سوريا من السريان / الأشوريين والأرمن أو المسيحيين العرب حيث شكلوا معا واحدة من أكبر الأقليات المسيحية في الشرق الأوسط. في الأيام الأولى للحرب الأهلية تم تسليح بعض المجتمعات المسيحية من قبل الحكومة السورية والأكراد للدفاع عن أنفسهم ضد ما كان ينظر إليه على أنه تهديد من المتمردين المسلحين.
يعد المجلس العسكري السرياني وهو ميليشيا مسيحية آشورية سريانية متحالفة مع وحدات حماية الشعب الكردية، أكبر ميليشيا مسيحية في الحرب الأهلية السورية. بالمقارنة مع بعض الجماعات المسلحة الأخرى في سوريا فإن الميليشيات المسيحية عادة لا تكون كبيرة وتعتمد على المساعدات الحكومية أو الكردية السورية. المسيحيون الموارنة في لبنان قاموا بتشكيل ميليشيات لمحاربة غارات داعش من سوريا عبر الحدود وشكل الآشوريون في العراق ميليشيات مسلحة بشكل جيد في الشمال لحماية المجتمعات والبلدات والقرى الآشورية في الوطن الآشوري وسهل نينوى.
هذه الوحدات الدفاعية المشكلة تسمى اللجان الشعبية. لا توجد اللجان الشعبية كوحدات مستقلة وقد تم دمجها الآن في قوة الدفاع الوطني السورية في إطار هيكلها الرسمي. بعد انتشار الحرب الأهلية وصعود الجماعات المسلحة فر الكثير من المدنيين المسيحيين لا سيما خوفًا من تنظيم داعش الذين اضطهدوا المسيحيين بعنف في المناطق التي أصبحت تحت سيطرتهم. بعض من بقوا قد شكلوا ميليشيات إلى حد كبير لحماية السكان من داعش والفصائل المتشددة الأخرى مثل جبهة النصرة التابعة لتنظيم القاعدة وأحرار الشام وجند الأقصى. في حين تشكلت في البداية لحماية أراضيها فإن بعض الميليشيات الكبيرة قد شنت الهجوم. الميليشيات المسيحية في سوريا إما تدعم الحكومة أو تعمل جنباً إلى جنب مع القوات الكردية في روجافا.

## المجلس العسكري السرياني
يتألف المجلس السرياني العسكري (الاختصار السرياني: MFS ) إلى حد كبير من المسيحيين الآشوريين والأرمن ومقره في المالكية. وهي ميليشيا المعارضة المسيحية المسلحة الرئيسية في شمال شرق سوريا في محافظة الحسكة. المجموعة متحالفة مع وحدات حماية الشعب ذات الأغلبية الكردية (YPG) وتضم أكثر من 2000 عضو مسلح. واجهت الميليشيا مع حلفائها جبهة النصرة في تل حميس في عام 2013 واستعادت أخيرًا المدينة في أواخر فبراير 2015. دافعت القوات الآشورية عن القرى المسيحية في منطقة خابور من هجمات تنظيم داعش في عام 2015 أيضًا. شاركت أيضًا في الجهود المبذولة لاستعادة الحسكة واستولت على المدينة بنجاح من تنظيم داعش بالتعاون مع وحدات حماية الشعب. المجموعة مسلحة بشكل أساسي بالأسلحة الخفيفة وبعض الأسلحة المتوسطة وبعض المركبات المدرعة وناشدت الغرب الأسلحة الثقيلة. لا يرسل الغرب حاليًا سوى الأسلحة إلى مجموعات متمردة أخرى لكنه لم يقدم أي مساعدة حتى الآن حيث تقوم الميليشيات بتوفير معظم أسلحتها المنخفضة المستوى محليًا. في أكتوبر 2015، كان المجلس السرياني العسكري أحد العناصر المؤسسة قوات سوريا الديمقراطية.

### قوات حماية المرأة في بيت لحم
قوات حماية المرأة في بيت لحم هي وحدة فرعية صغيرة للإناث فقط وقد تأثر تشكيلها بوحدات حماية المرأة.

## لواء الشهيد نوبار اوزانيان
تم تشكيل لواء أرمني، لواء الشهيد نوبار أوزانيان في عام 2019 من القوات الأرمنية التي كانت في السابق جزءا من قوات قوات الدفاع الذاتى. تم تشكيل اللواء في ذكرى الإبادة الجماعية للأرمن. على الرغم من أنها ليست ميليشيا مسيحية رسمية إلا أنها تدافع عن القرى والبلدات الأرمنية التي يسكنها أغلبية مسيحية والعديد من أعضاء المجموعة مسيحيون. تأسست الميليشيا في كنيسة مرزية في تل غوران في 24 أبريل 2019.

## دويخ ناوشا
دويخ ناوشا هي ميليشيا مسيحية تدافع عن المدن المسيحية في محافظة نينوى في العراق. انضم عدد من المقاتلين الغربيين المسيحيين الأجانب إلى الميليشيا من أجل المساعدة في هذا الجهد.

## قوة حماية جوزارتو
هي ميليشيا آشورية سريانية إلى حد كبير متمركزة في القامشلي في شمال شرق سوريا. متحالفة مع الحكومة السورية، وتحارب مع الجيش السوري. وقد نشطت في الدفاع عن مدينة صدد ذات الأغلبية المسيحية من تنظيم داعش للميليشيا 500 مقاتل.

## حراس الفجر
حراس الفجر هي تحالف للميليشيات المسيحية الموالية للحكومة من جنوب سوريا.

## سوتورو
ميليشيا سوتورو والتي تعرف أيضًا باسم مكتب الأمن السرياني أو شرطة سوتورو هي قوة شرطة آشورية ومسيحية مسيحية في مقاطعة الجزيرة التابعة لاتحاد شمال سوريا - روجافا في سوريا، حيث تعمل بالتنسيق مع شرطة الأسايش الكردية العامة وتقوم بمهمة مراقبة المناطق والأحياء الآشورية العرقية. تتمركز حول مدينة القامشلي وتضم حوالي 1200 مقاتل ونقاط تفتيش للأسلحة في المناطق الآهلة بالسكان الآشوريين، إلى جانب البلدات والقرى الآشورية مثل تل تامر.

## السوتورو
السوتورو هي ميليشيا آشورية أخرى متمركزة فقط في مدينة القامشلي في المنطقة الكردية الشمالية الشرقية. ومتحالفة مع النظام السوري ولم يصطدم مع داعش فحسب، بل مع وحدات حماية الشعب وسوتورو التي يتهمها بمحاولة الاستيلاء على الأراضي الآشورية.